# اونیه
اونیه (به ترکی استانبولی: Ünye) شهری است در کشور ترکیه که در استان اردو واقع شده‌است. جمعیت این شهر بر اساس سرشماری سال ۲۰۰۸ میلادی ۷۲٬۰۸۰ نفر و بر اساس برآوردهای سال ۲۰۰۹ میلادی ۷۴٬۸۰۶ نفر می‌باشد.